# Rudra Prayag
Rudra Prayag là một thị xã và là một nagar panchayat của quận Rudraprayag thuộc bang Uttaranchal, Ấn Độ.

## Nhân khẩu
Theo điều tra dân số năm 2001 của Ấn Độ, Rudra Prayag có dân số 2242 người. Phái nam chiếm 63% tổng số dân và phái nữ chiếm 37%. Rudra Prayag có tỷ lệ 75% biết đọc biết viết, cao hơn tỷ lệ trung bình toàn quốc là 59,5%: tỷ lệ cho phái nam là 80%, và tỷ lệ cho phái nữ là 68%. Tại Rudra Prayag, 13% dân số nhỏ hơn 6 tuổi.